# Han, hun og Hamlet (film fra 1922)
Han, hun og Hamlet (også kendt som Fy og Bi-film 05) er en dansk komediefilm fra 1922. Filmen er instrueret af Lau Lauritzen Sr. og med Carl Schenstrøm og Harald Madsen i hovedrollerne som Fyrtårnet og Bivognen.

## Medvirkende
- Carl Schenstrøm som Fyrtaarnet, havemand på pigeskole
- Harald Madsen som Bivognen, havemand på pigeskole
- Lissen Bendix som Eva Lykke
- Olga Svendsen som Enkefru Lykke, Evas mor
- Oscar Stribolt som Nabo
- Christian Gottschalch som Peter Flinck, styrmand
- Jørgen Lund som Kaptajn på 'Antje'
- Lauritz Olsen som Teaterdirektør Fagerlin
- Mathilde Felumb Friis som Pigeskolens forstanderinde
- Hans W. Petersen
- Alice O'Fredericks
- Sigurd Langberg